# 20324 Johnmahoney
A 20324 Johnmahoney (ideiglenes jelöléssel 1998 HF22) a Naprendszer kisbolygóövében található aszteroida. A LINEAR projekt keretében fedezték fel 1998. április 20-án.